# Open Your Eyes (album, Goldfinger)
Open Your Eyes je v pořadí čtvrté studiové album americké punk rockové hudební skupiny Goldfinger. Bylo vydáno 7. května roku 2002.

## Seznam skladeb
Autorem všech skladeb je John Feldmann, není-li uvedeno jinak.
| Pořadí         | Název                                    | Délka |
| -------------- | ---------------------------------------- | ----- |
| 1.             | Going Home                               | 1:36  |
| 2.             | Spokesman                                | 2:33  |
| 3.             | Open Your Eyes (Feldmann, Kelly LeMieux) | 2:47  |
| 4.             | Decision                                 | 2:51  |
| 5.             | Dad                                      | 3:00  |
| 6.             | Tell Me (Feldmann, Amy Feldmann)         | 2:14  |
| 7.             | Liar                                     | 0:20  |
| 8.             | January (Feldmann, Benji Madden)         | 3:42  |
| 9.             | Happy                                    | 2:42  |
| 10.            | Woodchuck                                | 0:51  |
| 11.            | It's Your Life                           | 2:24  |
| 12.            | Spank Bank                               | 1:20  |
| 13.            | Youth                                    | 2:29  |
| 14.            | Radio (Feldmann, LeMieux)                | 3:24  |
| 15.            | FTN (Fuck Ted Nugent)                    | 2:01  |
| 16.            | Prank Calls (Hidden track)               | 2:14  |
| 17.            | Wayne Gretzky (Hidden track)             | 1:42  |
| Celková délka: | Celková délka:                           | 38:10 |

| Bonusové skladby | Bonusové skladby | Bonusové skladby |
| Pořadí           | Název            | Délka            |
| ---------------- | ---------------- | ---------------- |
| 18.              | The Upper Hand   |                  |
| 19.              | Spokesman        |                  |
| 20.              | Sue              |                  |

## Osoby
- John Feldmann - kytara, zpěv
- Brian Arthur - kytara, doprovodné vokály
- Kelly LeMieux - basová kytara, doprovodné vokály
- Darrin Pfeiffer - bicí, doprovodné vokály